# Macaklini
Macaklini, ponekad i gekoni (Gekkonidae) su najmnogobrojnija porodica guštera. Žive na Zemlji već oko 50 milijuna godina, i zahvaljujući iznimnoj prilagodljivosti, osvojili su i žive u vrlo različitim staništima, od umjerenog područja do tropa, pa čak i pustinja. Do danas je poznato 97 rodova s 1081 vrstom koje su, ovisno o obliku i porijeklu, razvrstane u 5 potporodica (vidi taksokvir).
To su mali do srednje veliki gušteri, koji narastu do između 4 cm i 40 cm. Poznate su i dvije vrste macaklina, Hoplodactylus delcourti i Phelsuma gigas, koji su bili veliki oko 60 cm, no obje vrste izumrle su u 19. stoljeću. 
Većina vrsta su noćne, odnosno životinje sumraka (oko 75%) i neupadljivo obojeni. Mekana koža pokrivena im je kvržicama i malim bodljama. Na širokoj glavi dominiraju velike oči okomito izduženih zjenica prilagođene tom načinu života, a u ustima imaju malene zube. 
Ove plahe i obično vrlo brze i okretne životinje izlaze u rani sumrak ili tijekom dana na sunčanje, kao što to inače rado rade dnevni gekoni, koji su za razliku od svojih "noćnih" rođaka upadljivo obojeni i imaju okrugle zjenice.
Macaklini se dijele i na temelju oblika prstiju. Grubo, može ih se podijeliti na gekone s prianjaljkama, i s kandžicama. Prsti prve grupe obrasli su milijunima najfinijih dlačica koji, koristeći Van der Waalsove sile stvaraju savršenu adheziju s podlogom, pa se mogu kretati čak po staklu ili plafonu. Postoji čak 6 klasifikacija prema prstima.  
U Hrvatskoj žive dvije vrste: zidni macaklin (Tarentola mauritanica) i kućni macaklin (Hemidactylus turcicus). Za razliku od ostalih guštera, većina pripdanika ove skupine se može glasati.

## Zanimljivost
Na Siciliji se kaže da je boravljenje macaklina u nekoj kući ili na nečijoj zemlji znak da je vlasnik dobar čovjek. Naime, postoji vjerovanje da gekoni dolaze samo tamo gdje je dobra, vedra i ugodna atmosfera.

## Sistematika macaklina
U porodicu macaklina ubraja se oko 180 vrsta svrstanih u 5 natporodica. Ovdje se daje popis do razine redova:
- Potporodica Aeluroscalabotinae
  - rod  Aeluroscalabotes
- Potporodica Eublepharinae
  - rod Coleonyx
  - rod leopardni macaklin (Eublepharis)
  - rod Goniurosaurus
  - rod Hemitheconyx
  - rod Holodactylus
- Potporodica Pravi macaklini  (Gekkoninae)

- - rod Afroedura
  - rod Afrogecko
  - rod Agamura
  - rod Ailuronyx
  - rod Alsophylax
  - rod Aristelliger
  - rod Asaccus
  - rod Blaesodactylus
  - rod Bogertia
  - rod Briba
  - rod Bunopus
  - rod Calodactylodes
  - rod Carinatogecko
  - rod Chondrodactylus
  - rod Christinus
  - rod Cnemaspis
  - rod Coleodactylus
  - rod Colopus
  - rod Cosymbotus
  - rod Crossobamon
  - rod Cryptactites
  - rod Cyrtodactylus
  - rod Cyrtopodion
  - rod Dixonius
  - rod Dravidogecko
  - rod Ebenavia
  - rod Euleptes
  - rod Geckolepis
  - rod Geckonia
  - rod Gehyra
  - rod Gekko
  - rod Goggia
  - rod Gonatodes
  - rod Gonydactylus
  - rod Gymnodactylus
  - rod Haemodracon
  - rod Hemidactylus
  - rod Hemiphyllodactylus
  - rod Heteronotia
  - rod Homonota
  - rod Homopholis
  - rod Lepidoblepharis
  - rod Lepidodactylus
  - rod Luperosaurus
  - rod Lygodactylus
  - rod Matoatoa
  - rod Microscalabotes
  - rod Nactus
  - rod Narudasia
  - rod Pachydactylus
  - rod Paragehyra
  - rod Paroedura
  - rod Perochirus
  - rod dnevni gekoni (Phelsuma)
  - rod Phyllodactylus
  - rod Phyllopezus
  - rod Pristurus
  - rod Pseudogekko
  - rod Pseudogonatodes
  - rod Ptenopus
  - rod Ptychozoon
  - rod Ptyodactylus
  - rod Quedenfeldtia
  - rod Rhoptropus
  - rod Saurodactylus
  - rod Sphaerodactylus
  - rod Stenodactylus
  - rod Tarentola
  - rod Teratolepis
  - rod Thecadactylus
  - rod Tropiocolotes
  - rod Urocotyledon
  - rod Uroplatus
- Potporodica Teratoscincinae
  - rod  Teratoscincus
- Potporodica Diplodactyliniae
  - rod Bavayia
  - rod Carphodactylus
  - rod Crenadactylus
  - rod Diplodactylus
  - rod Eurydactylodes
  - rod Hoplodactylus
  - rod Lucasium
  - rod Naultinus
  - rod Nephrurus
  - rod Oedura
  - rod Phyllurus
  - rod Pseudothecadactylus
  - rod Rhacodactylus
  - rod Rhynchoedura
  - rod Saltuarius
  - rod Underwoodisaurus